# Tessmannia
Tessmannia là một chi thực vật có hoa trong họ Đậu.